# Talina
Talina je segreta staljena snov. Pojem se uporablja predvsem za snovi, ki so pri sobni temperaturi v trdnem agregatnem stanju, še posebej za kovine in zlitine.